# بيتر بريان ولز
بيتر بريان ولز (بالإنجليزية: Peter Brian Wells)‏ هو كاهن كاثوليكي ودبلوماسي أمريكي، ولد في 12 مايو 1963 في تلسا في الولايات المتحدة.